# Buck Houghton
Buck Houghton  (né le 4 mai 1915 à Denver, Colorado et mort le 14 mai 1999 à Los Angeles, Californie) est un producteur et scénariste américain.

## Biographie
Diplômé de Los Angeles High School en 1933, il poursuit ses études à l'Université de Californie à Los Angeles où il est membre de la fraternité étudiante Phi Kappa Psi. À cette époque, il commence à collaborer avec Cecil B. DeMille.
Il meurt de la sclérose latérale amyotrophique à 84 ans.

## Filmographie partielle

### Comme producteur

#### Cinéma
- 1955 : Paris Follies of 1956 (en)
- 1966 : OSS contre Gestapo (en) (I Deal in Danger)
- 1982 : The Escape Artist de Caleb Deschanel
- 1986 : Phantom (The Wraith)

#### Télévision
- 1952 : China Smith (en) (série télévisée)
- 1954 : The New Adventures of China Smith (série télévisée)
- 1956 : Wire Service (en) (série télévisée)
- 1957 : Meet McGraw (série télévisée)
- 1958 : Man with a Camera (série télévisée)
- 1959 :The Twilight Zone
- 1963 : The Richard Boone Show (en) (série télévisée)
- 1974 : Harry O (en) (série télévisée)
- 1976 : Dynasty (TV)
- 1976 : La Tour des ambitieux (Executive Suite) (série télévisée)
- 1982 : An Innocent Love (TV)
- 1985 : The Blue Man (TV)
- 1994 : Spring Awakening (TV)